# Stefan Bauberger
Stefan Bauberger SJ (* 21. Mai 1960 in München) ist Physiker, katholischer Priester und Mitglied der Gesellschaft Jesu, Zen-Meister und Professor für Philosophie an der Hochschule für Philosophie in München.

## Leben
Nach dem Abitur 1979 leistete Bauberger ein zweijähriges Sozialpraktikum in Rastatt (Hilfe für Familie in Notsiedlungen). Er interessierte sich schon als Jugendlicher für Zen-Meditationen (Zazen) und hatte nach mehreren Fortgeschrittenenkursen bereits bei Hugo Makibi Enomiya-Lassalle an einem Sesshin teilgenommen, bevor er 1981 Mitglied der Gesellschaft Jesu wurde und für zwei Jahre sein Noviziat in Nürnberg absolvierte. In den Jahren 1983 bis 1985 studierte er Philosophie an der Hochschule für Philosophie in München und beendete das Studium mit der Zwischenprüfung (Bakkalaureat). 1985 bis 1987 leistete er ein weiteres Sozialpraktikum bei dem Jesuit Refugee Service mit der Betreuung vietnamesischer Boatpeople in Malaysia. Parallel begann er 1986 ein Studium der Theologie in  an der Philosophisch-Theologischen Hochschule Sankt Georgen in Frankfurt, das er 1989 mit dem Diplom abschloss. Danach begann Bauberger ein Studium der Physik in Würzburg. Währenddessen wurde er 1990 zum Priester geweiht. Nach dem Diplom war er bis zu seiner Promotion über theoretische Elementarteilchenphysik im Bereich Methoden zur analytischen und numerischen Berechnung von skalaren Zweischleifen-Selbstenergie-Integralen und Anwendung auf den Myon-Zerfall im Jahr 1997 Mitarbeiter am Institut für theoretische Physik II der Universität Würzburg.
In den Jahren 1997 bis 1999 hatte Bauberger mehrere Aufenthalte in Indien für Studien des Buddhismus, wo er auch als Zen-Meister vom indischen Zen-Meister Ama Samy SJ autorisiert wurde. Ab 1999 wurde er zunächst Lehrbeauftragter und ab 2001 Dozent an der Hochschule für Philosophie, wo er sich 2005 habilitierte. Seitdem ist er als Privatdozent für Grenzfragen der Naturwissenschaft und Wissenschaftstheorie sowie als Lehrbeauftragter für Fragen des Buddhismus an der Hochschule für Philosophie tätig und zugleich Ausbildungsleiter der Jesuiten im deutschen Sprachraum. Im Jahr 2012 erfolgte die Ernennung zum Professor für Naturphilosophie an der Hochschule für Philosophie.
Im Jahr 2011 übernahm Bauberger neben seiner Tätigkeit als Kursleiter die spirituelle Leitung des neu in einer 400 Jahre alten Mühle eingerichteten Zen-Zentrums Almtal-Zendo im österreichischen Pettenbach, zum Oktober 2015 zog das Zentrum nach Spiegelau in den Bayerischen Wald und wurde daher in Nordwald-Zendo umbenannt. Zudem gibt er an verschiedenen Orten Kurse in Zen-Meditation und leitet als Zen-Meister die Herzgrund-Sangha in München.

## Philosophie
Bauberger vertritt im Bereich der Wissenschaftstheorie einen kritischen Realismus. Wissenschaft sei fallibel, aber ziele auf objektive Erkenntnis. Die Erkenntnis im Fortschreiten der Wissenschaften sei methodisch beschränkt auf eine bestimmte Perspektive, die z. B. das Subjektive ausklammere. Zwar sei es prinzipiell möglich, auf mikrokosmischer Ebene eine vollständige Weltbeschreibung zu formulieren, wenn auch praktisch unmöglich. Aber Aussagen darüber, was moralisch gut oder was übergreifend sinnvoll ist, lägen auf anderer Ebene: „Physikalische Formeln und Begriffe tragen gar nicht zur Weltdeutung, zur Weltanschauung bei, wenn sie nicht interpretiert werden.“ Die Perspektive des Subjektiven werde erst einbezogen, wenn Sachverhalte mit einem Wert belegt werden oder z. B. verbunden werden mit einem qualitativ-phänomenologischen Erfahrungsgehalt (Qualia). Sowohl Geistiges wie Materielles sei Bestandteil der einen Wirklichkeit. Subjektive Einsichten müssen zwar kompatibel sein mit naturwissenschaftlichen Erkenntnissen, übersteigen (transzendieren) diese aber.
Übertragen auf die Religion bedeute dies auch, dass die Rede von einem tätigen Schöpfergott nicht auf etwas Bezug nimmt, was auf gleicher Ebene neben oder mittels gleicher Kategorien beschreibbar über den physikalischen Gesetzen zu denken wäre, wenn auch physikalisch-kausaler Beschreibung unzugänglich. Vielmehr sei eine religiöse Perspektive Ausdruck einer Weltsicht, die Bewertungen wie „gut“, „schön“ oder „sinnvoll“ einschließe – einer Weltsicht, die begründet sei in einem grundlegenden menschlichen Bedürfnis nach Sinn, das die Naturwissenschaft nicht erklären oder erfüllen könne.

## Schriften
- Two-loop Contributions to Muon Decay. Dissertation, Universität Würzburg, 1997
- Was ist die Welt?. Kohlhammer, 3. Auflage Stuttgart 2009, ISBN 978-3-17-021182-7. (Inhalt)
- Der Weg zum Herzgrund. Echter-Verlag, 2011, ISBN 978-3-429-03254-8 (Leseprobe; PDF; 108 kB)
- Teil 4–6 von Naturphilosophie und Wissenschaftstheorie. 6 Audio-CDs, Komplett-Media 2009, ISBN 978-3-8312-6412-4
- Ama Samy: Zen, Erwachen zum ursprünglichen Gesicht. Hrsg. und übersetzt mit einer Einleitung von Stefan Bauberger, Theseus, Berlin 2002, ISBN 978-3-89901-629-1
- Wissenschaftstheorie. Kohlhammer, Stuttgart 2016, ISBN 978-3-17-031119-0